# Kudymkarskij rajon
Il Kudymkarskij rajon (in russo Кудымкарский район?) è un municipal'nyj rajon (муниципальный округ) del Circondario dei Komi-Permiacchi nel Territorio di Perm', in Russia; il centro amministrativo è la città di Kudymkar che non fa parte del distretto.